# De omwenteling van 1830
De omwenteling van 1830 is een boek van de Vlaamse schrijver Hendrik Conscience, waarvan het verhaal zich afspeelt tijdens de Belgische Revolutie, waarin België zich afscheidde van het Verenigd Koninkrijk der Nederlanden. Het boek is in 1858 voor het eerst uitgebracht. 